# Ketu South Municipal District
Koordinaten: 6° 6′ N, 1° 9′ O
Der Ketu South Municipal District ist einer der 18 Distrikte der Volta Region im Osten Ghanas. Der Distrikt hatte im Jahr 2021 253.122 Einwohner auf einer Gesamtfläche von 261 Quadratkilometern.

## Geographie
Der östlichste Distrikt Ghanas liegt am Golf von Guinea und grenzt im Norden und Osten an den Nachbarstaat Togo, im Nordwesten an den Ketu North Municipal District und im Südwesten an den Keta Municipal District.
Denu, die Hauptstadt des Distrikts, liegt 3 km westlich von Aflao, der östlichsten Stadt Ghanas. 
Die Nationalstraße 1 von Accra nach Lome führt von West nach Ost durch den Distrikt.
Der südwestliche Teil von Ketu South ist wegen seiner Lage auf der Nehrung zwischen Atlantik und der Keta Lagune im Ramsar-Gebiet Keta Lagoon Complex.